# Bart Bowen
Bart Bowen (Austin, 22 d'abril de 1967) va ser un ciclista estatunidenc, que fou professional entre 1990 i el 2000. Del seu palmarès destaquen les dues victòries al Campionat nacional en ruta de 1992 i 1997.

## Palmarès
- 1992
  -  Campió dels Estats Units en ruta
  - 1r al CoreStates USPRO Championships
  - 1r al Herald Sun Tour
- 1993
  - 1r al Cascade Cycling Classic
- 1997
  -  Campió dels Estats Units en ruta
  - 1r a la Volta al Japó i vencedor d'una etapa
  - 1r al Tour de Gila
  - Vencedor d'una etapa al Cascade Cycling Classic
- 1998
  - Vencedor de 2 etapes al Cascade Cycling Classic
- 1999
  - 1r al Fitchburg Longsjo Classic